# آموس تی. آکرمن
آموس تاپان آکرمن (Amos Tappan Akerman) (زادهٔ ۲۳ فوریه ۱۸۲۱ – درگذشتهٔ ۲۱ دسامبر ۱۸۸۰)، سیاستمدار آمریکایی بود که از ۱۸۷۰ تا ۱۸۷۱ میلادی به عنوان دادستان کل ایالات متحده در اداره رئیس‌جمهور یولیسیز سایمن گرانت خدمت کرد. آکرمن که در اصل اهل نیوهمپشایر بود در ۱۸۴۲ میلادی از کالج دارتموث فارغ‌التحصیل شد، پس از آن به جنوب رفت و بیشتر حرفه خود را در آنجا گذراند. وی در نخست به عنوان مدیر مدرسه‌ای در کارولینای شمالی و به عنوان معلم خصوصی در جورجیا کار کرد. آکرمن که به رشته حقوق علاقه داشت، در آن حوزه آموزش دید و در ۱۸۵۰ میلادی مجوز فعالیت در دادگاه جورجیا را به‌دست‌ آورد؛ جای که او و یکی از همکارانش یک دفتر حقوقی باز کردند. و همچنین مالک یک مزرعه و یازده برده بود. با آغاز جنگ داخلی آمریکا در ۱۸۶۱ میلادی، آکرمن به ارتش مؤتلفه ملحق شده و تا درجه سرهنگی ترفیع نمود.
پس از پایان جنگ داخلی در ۱۸۶۵ میلادی، آکرمن در دوره بازسازی ایالات متحده به حزب جمهوری‌خواه پیوست. وی به یکی از دادخواهان صریح حقوق مدنی بردگان آزاد شده در جورجیا مبدل شد. آکرمن از سوی رئیس‌جمهور یولیسیز سایمن گرانت به عنوان دادستان کل ایالات متحده گماشته شد؛ با حمایت گرانت، او به‌طور شدید گروه کو کلاکس کلن را تحت قوانین اجرای احکام قانون (Enforcement acts) محاکمه نمود. سلیسیتر کل، بنجامین بریستو، در وزارت جدید التاسیس دادگستری ایالات متحده به عنوان دستیار به آکرمن همکاری می‌کرد. دادستان کل آکرمن همچنین پرونده‌های مهم زمین‌های اهدایی که مرتبط با راه‌آهن در مرز غربی- سریعاً در حال گسترش را مورد محاکمه قرار داد. آکرمن در نخستین قانون اصلاحات خدمات مدنی فدرال ایالات متحده که توسط رئیس‌جمهور گرانت و کنگره ایالات متحده اجرایی شد، مشورت داد. احتمالاً به دلیل حکم آکرمن بر ضد راه‌آهن یونیون پاسیفیک، گرانت از آکرمن درخواست نمود تا از کابینه استعفا دهد. علی‌رغم اینکه آکرمن وزارت را بنابر درخواست گرانت ترک کرد، اما وی به پشتیبانی از گرانت ادامه داد. او به جورجیا بازگشت، به کار در حوزه حقوق ادامه داد و هنوز هم در این ایالت بسیار معروف بود.

## اوایل زندگی
آکرمن در ۲۳ فوریه ۱۸۲۱ در پرتسموث، نیوهمپشایر به‌دنیا آمد و نهمین فرزند از دوازده فرزند بنجامین آکرمن و همسر وی بود. وی در دبیرستان آکادمی فیلیپس اکستر آموزش دید، پس از آن به کالج دارتموث واقع در هانوفر رفته و در ۱۸۴۲ میلادی با کسب درجه فی بتا کاپا از این کالج فارغ‌التحصیل گردید.

## مدیریت، کشاورزی و فعالیت حقوقی
پس از فراغت از کالج، آکرمن به سمت جنوب رفت، چون تصور می‌شد که آب و هوای آن منطقه برای وضعیت پزشکی ریه وی بهتر است. او بلافاصله شغلی به عنوان مدیر/معلم یک آکادمی پسرانه در مورفریزبورو، کارولینای شمالی که در آن زمان بخشی از شهرستان ریچموند بود، دریافت کرد. آکرمن به عنوان یک معلم سختگیر شناخته می‌شد. در ۱۸۴۶ میلادی، وی از سوی مزرعه‌دار جان مک‌فرسون برین استخدام شد تا به‌طور خصوصی کودکان وی را در ساوانا، جورجیا تدریس نماید. برین به عنوان دادستان کل تحت اداره اندرو جکسون خدمت کرده بود و یک ویگ برجسته بود. آکرمن از کتابخانه بزرگ حقوقی برن استفاده نموده و شیفته این حوزه علمی شد. آکرمن در ۱۸۵۰ میلادی امتحان حقوقی دادگاه جورجیا را با موفقیت سپری کرد، پس از آن به پئوریا در ایلینوی، جاییکه خواهرش زندگی می‌کرد، نقل مکان نموده و برای مدت کوتاهی به عنوان وکیل کار کرد. آکرمن دوباره به جورجیا بازگشت و در کلارکزویل به کار در رشته حقوق ادامه داد.
آکرمن به جورجیا بازگشت و یکجا با رابرت هستون یک دفتر حقوقی در البرتن باز کرد. علاوه بر کار در حوزه حقوق، آکرمن همچنین به مزرعه‌داری پرداخته و مالک یازده برده بود. از نظر گرایش سیاسی، آکرمن یک ویگ بود.

## جنگ داخلی آمریکا
با وجود اینکه آکرمن مخالف تجزیه‌طلبی به عنوان راه‌حلی برای منازعه شمال و جنوب بود، اما وی به ایالتی که وی را پذیرفته بود، وفادار ماند. وی در عمر ۴۳ سالگی در بهار ۱۸۶۴ میلادی به ارتش مؤتلفه پیوست. آکرمن نخست در تیپ ژنرال رابرت تومبز و بعداً در شعبه کارپردازی خدمت نمود، جاییکه وی مسئولیت تدارک و توزیع یونیفورم، تسلیحات و سایر لوازم سربازان را بر عهده داشت. آکرمن در جریان پیشروی ۱۸۶۴ شرمن به جورجیا، وارد خدمت محاربه‌ای بر علیه اتحادیه شد.

## دوره بازسازی
آکرمن به‌خاطر پیکار برای حقوق شهروندی و حق رأی بردگان آزادشده، به حزب جمهوری‌خواه پیوست. وی زمانی که عضو کنوانسیون قانون اساسی ایالتی ۱۸۶۸ جورجیا بود و همچنین زمانی که به عنوان دادستان ناحیه‌ای ایالات متحده در جورجیا (۱۸۶۹ میلادی) انتصاب شد، به صراحت به طرفداری از بازسازی صحبت می‌کرد. انتصاب وی برای مدتی از سوی کنگره به تأخیر افکنده شد، چون وی در ارتش مؤتلفه خدمت کرده بود. آکرمن به‌طور کل برای مدت شش ماه در این سمت خدمت کرد. آکرمن همچنین برای پذیرفته شدن دوباره جورجیا به اتحادیه قویاً دادخواهی نموده و برای ثبات و فدرالی شدن این ایالت بسیار زحمت کشید.

## انتخابات ریاست جمهوری ۱۸۶۸ ایالات متحده
در جریان پیکارهای انتخاباتی ۱۸۶۸، دغدغه‌های وجود داشت که آکرمن از نامزد-رئیس‌جمهور هوراتیو سیمور پشتیبانی می‌کند، نه گرانت. برای متوقف سازی این شایعات، آکرمن نامه‌ای از ابرتن منتشر نموده و طی آن حمایت کامل خود را از یولیسیز سایمن گرانت اعلام کرد. وی به عنوان عضو مجمع گزینندگان ریاست جمهوری به نمایندگی از جورجیا خدمت کرد. آکرمن معتقد بود که گرانت می‌تواند نظم و صلح را در مناطق جنوبی که به طاعون خشونت گرفتار شده بودند، بازگرداند. آکرمن باور داشت که گرانت به «حقوق کارگر به عنوان یک انسان آزاد، شهروند و رأی‌دهنده» احترام خواهد گذاشت. آکرمن نوشت که خشونت در جنوب علیه سیاه‌پوستان برانگیخته از انتقام است، چون سفیدپوستان جنوبی توسط مردمان شمال مغلوب شدند، دارایی قابل‌ملاحظه‌ای را در آزادی بردگان از دست دادند، جامعه آنها اخلال گردید و اینکه برای مدت کوتاهی از حق رأی محروم شدند. برخلاف برنامه اندرو جانسون، آکرمن براین باور بود که بازسازی کنگره‌ای برنامه بهتری برای ایالت‌های جنوبی بود. به عقیده وی، آزادی مستحق حفاظت فدرال توسط قانون بود و از داشتن حق رأی مردمان جنوب حمایت کرد. آکرمن اذعان نمود که در اوایل وی به‌طور قوی مخالف حق رأی سیاه‌پوستان بود؛ اما با درک اینکه این تنها راه برای رسیدن سیاه‌پوستان به قدرت و محافظت سیاسی است، این نظر وی تغییر کرد.

## دادستان ایالات متحده در جورجیا – ۱۸۶۹ میلادی
رئیس‌جمهور گرانت در ۱۸۶۹ میلادی آکرمن را به عنوان دادستان ایالات متحده در جورجیا گماشت. رئیس‌جمهور گرانت در اوایل تلاش نمود تا از رأی‌دهندگان آفریقایی-آمریکایی‌ها در مقابل خشونت سفیدپوستان و تبعیض با استفاده دادگاه‌های ایالتی، محافظت نماید.

### وایت در مقابل کلمنت
در ژوئن ۱۸۶۹، آکرمن به دفاع از ریچارد دبلیو. وایت، یک مولاتو [دو رگه- سفید و سیاه‌پوست] که در انتخابات ایالتی برای سمت منشی دادگاه عالی شهرستان برنده شده بود، استدلال کرد. حریف وایت، ویلیام جیمز کلمنت که سلیسیتر کل آلفرد بی. اسمیت از دادگاه منطقه‌ای جورجیای شرقی از وی وکالت می‌کرد، اظهار داشت که وایت واجد شرایط داشتن این مقام نیست، چون وی یک سیاه‌پوست است. یکی از دادگاه‌های شهرستان حکم داده بود که اگر کلمنت بتواند به اثبات برساند که وایت یک مرد سیاه‌پوست است، پس وایت نمی‌تواند این مقام را داشته باشد. پرونده به دادگاه عالی جورجیا موکول شد و در آنجا آکرمن از انتخاب وایت در آن مقام رسمی دفاع نموده و گفت که، رنگ جلد وی حق داشتن این مقام را از وی سلب نمی‌کند. آکرمن استدلال نمود که قوانین پیشین، مبتنی بر جامعه برده‌داری جنوب، دیگر اجرایی نیست. قانون بازسازی ۱۸۶۷ میلادی تصریح نموده بود که جورجیا فعلاً هیچ حکومت غیرنظامی ندارد. آکرمن استدلال نمود، از آنجا که سیاه‌پوستان در سراسر ایالات متحده دارای حق رأی هستند، آنها این حق را نیز دارند تا در یک سمت رسمی انتخاب شوند. او استدلال کرد که سیاه‌پوستان در ۱۸۶۸ میلادی در حکومت جدید مبتنی بر قانون اساسی، بدون تبعیض رنگ پوست، شرکت نمودند. وی همچنین اظهار داشت که هم رئیس‌جمهور اندرو جانسون و هم یولیسیز سایمن گرانت، مردان سیاه‌پوست را در مقام‌های رسمی دولتی گماشته بودند و اینکه قانون اساسی نافذ ایالات متحده رنگ جلد یک فرد به رسمیت نشناخته و بر مبنای آن تبعیض قائل نمی‌شود. دادگاه عالی حکم دادگاه شهرستان را تغییر داد و حکم داد که وایت این حق را داشت تا، علی‌رغم نژادش، در یک سمت رسمی کار نماید.

## دادستان کل ایالات متحده

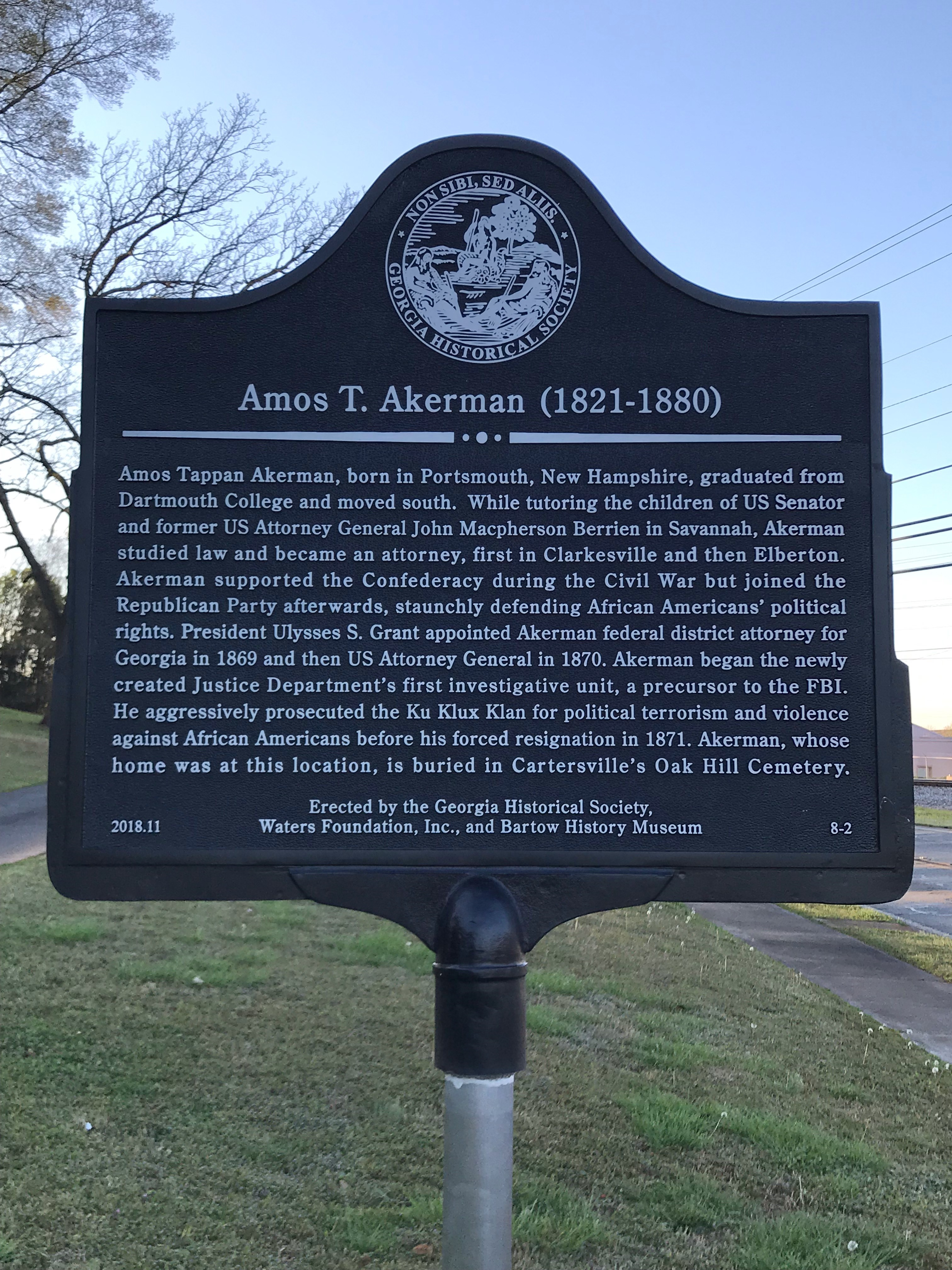
تابلوی یادبود تی. آکرمن

رئیس‌جمهور گرانت در ۱۷ ژوئن ۱۸۷۰، آکرمن را به عنوان دادستان کل ایالات متحده انتخاب کرد. آکرمن «تنها فرد از ایالات مؤتلفه بود که در جریان دوره بازسازی به این مقام عالی‌رتبه دولتی رسیده بود». آکرمن که مدت کوتاهی پس از تأسیس وزارت جدید دادگستری به عنوان دادستان کل انتخاب شده بود، با مسائل حقوقی زیادی از سوی وزارت کشور ایالات متحده روبرو گردید، مثلاً اینکه آیا شرکت‌های رقابت‌کننده راه‌آهن به‌خاطر اینکه سیستم حمل و نقل کشوری را گسترش می‌بخشند، مستحق زمین بیشتری هستند یا خیر. در دوران خدمت خود، وی با پرونده رسوایی شرکت کردیت موبیلیر آمریکا نیز مواجه شد. او از طریق اقامه دعوا، تلاش‌های مجریان قانون برای سرکوب گروه کو کلاکس کلن (KKK) را در جنوب هدایت کرد. وی در واقع خشونت این گروه را دست-اول تجربه کرده بود. وی از محاکمه بیش از ۱٬۱۰۰ پرونده بر علیه اعضای گروه کو کلاکس کلن نظارت نموده و حکم مجرم بودن را صادر نمود.
آکرمن وزارت دادگستری ایالات متحده را پایه‌گذاری نکرد، اما وی نقش محوری در توسعه این وزارتخانه ایفا نمود. وی در راستای انتصاب اعضا و تنظیم معیارها کمک کرد، اما بنابر محدودیت‌های جغرافیایی، قوانین سابقه و محدودیت‌های مالی، او برای اینکه بتواند به‌طور درست یک وزارت دادگستری قدرتمند بسازد، با مشکلاتی دسته و پنج نرم می‌کرد.